# Kátia Guerreiro

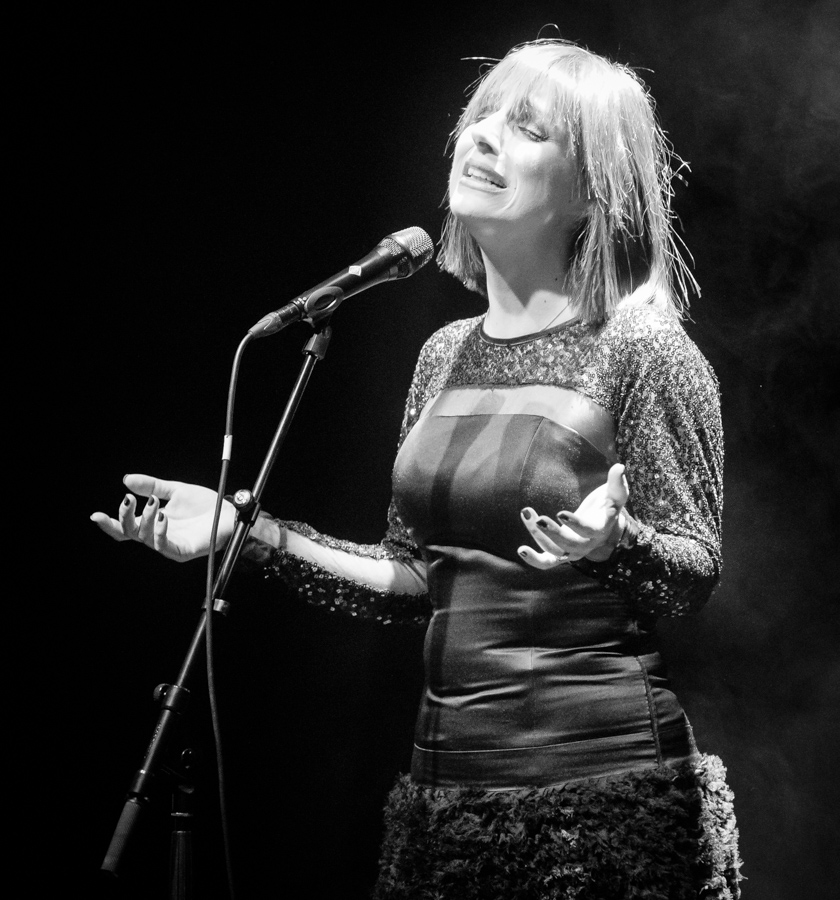
Katia Guerreiro (2018)

Katia Duarte d'Almeida d'Oliveira Rosado Guerreiro ComIH (bekannt als: Kátia Guerreiro, * 23. Februar 1976 in Vanderbijlpark, Südafrika) ist eine portugiesische Fado-Sängerin und Ärztin.

## Werdegang
Kátia Guerreiros Leben ist zwei Leidenschaften gewidmet, der Musik und der Medizin. Mittlerweile ist sie eine der international bekannteren Fado-Sängerinnen; ihre Musik zeichnet sich durch textlichen Reichtum aus, für die sie Texte von zeitgenössischen portugiesischen Schriftstellern, vor allem von António Lobo Antunes, heranzieht.
In ihrem Lebenslauf gab es viele Etappen. Geboren in Südafrika, wuchs Guerreiro auf den Azoren auf, wo sie einer Folkloregruppe beitrat. Schließlich ging sie nach Lissabon, um dort ein Medizinstudium aufzunehmen. Sie arbeitete zunächst im Kreiskrankenhaus von Évora, kehrte später aber in die Hauptstadt zurück, wo sie sich auf Augenheilkunde spezialisierte. Während dieser Ausbildung entdeckte sie ihre Ader für den Fado, zunächst im privaten Umfeld mit Kollegen, später in ernsthafterer Form in Konzerten, bei denen sie zusammen mit den Guitarristas Paulo Parreira und João Veiga auftrat.
Gemeinsam mit den beiden und dem Bassisten Armando Figueiredo, sowie im Verbund mit dem Fado-Sänger João Braga, spielte Katia Guerreiro 2001 das Album Fado Maior ein. Das Album, das vom Label Ocarina vertrieben wurde, erlangte große internationale Aufmerksamkeit und wurde sogar in Japan und Südkorea verkauft. Neben Stücken anderer Genres enthielt es Fados, die durch Amália Rodrigues Popularität erlangt haben. Die ein Jahr zuvor verstorbene, große Fadista beeinflusste Katia Guerreiro maßgeblich, darüber hinaus Vertonungen von Gedichten von Fernando Pessoa, Sophia de Mello Breyner Andresen und António Lobo Antunes.
2003 erschien ebenfalls auf Ocarina das Album Nas Mãos do Fado (In den Händen des Fado). Der Titel stellt einen Bezug zu Guerreiros charakteristischen Bühnenposen her, etwa zu den auf dem Rücken zusammengehaltenen Händen beim Singen. Erneut intoniert sie Texte von António Lobo Antunes vor und interpretiert erstmals Stücke aus dem Repertoire ihres zweiten großen Vorbilds, der portugiesischen Sängerin Dulce Pontes.
Deren Präsenz wird noch stärker auf dem folgenden Album von 2005, Tudo ou Nada, für das Pontes eigens ein Stück, Dulce Caravela schrieb. Das Album erschien beim brasilianischen Label Som Livre und war das bis dahin Katia Guerreiros erfolgreichstes Album. Es enthält u. a. auch eine Version von von Antônio Carlos Jobims Saudades do Brasil em Portugal sowie eine von Menina do Alto da Serra, mit dem Tonicha das Festival RTP da Canção 1971 gewonnen hatte. Ebenfalls auf diesem Album wirkt im Stück Minha Senhora das Dores der Jazz-Pianist Bernardo Sassetti mit. Und wiederholt singt Guerreiro vertonte Texte von António Lobo Antunes und huldigt des Weiteren der Dichterin Sophia de Mello Breyner Andresen.
Ebenfalls 2005 wurde sie von Aníbal Cavaco Silva nach dessen erfolgreichen Kandidatur zum Amt des portugiesischen Präsidenten als Jugendbeauftragte benannt.
2006 erschien eine CD-Box mit ihren ersten Schallplatten. Vom Album Tudo Ou Nada erfolgte eine neue Einspielung mit Bonus-Tracks unter Mitwirkung des Brasilianers Ney Matogrosso.
Ihr Album Fado erhielt auch international gute Kritiken und kam Ende 2008 bis auf Platz 20 der portugiesischen Charts.
Kátia Guerreiro hat Konzerte auf der ganzen Welt gegeben, unter anderem in Ägypten, Azoren (Port.), Brasilien, Bulgarien, Frankreich, Goa (Indien), Griechenland, Japan, Neu-Kaledonien, Macau, Marokko, den Niederlanden, Portugal, Russland, Schweden, der Schweiz, Spanien und der Türkei. Sie sang auch Duette, z. B. mit Maria Bethânia, und trat häufiger im Fernsehen auf.

## Diskografie
- 2001: Fado Maior
- 2003: Nas Mãos do Fado
- 2005: Tudo ou Nada
- 2008: Fado
- 2009: Os Fados do Fado
- 2010: 10 Anos - Nas Asas Do Fado
- 2012: Património
- 2013: Live at the Olympia
- 2014: Até ao Fim
- 2018: Sempre

## Deutschsprachige Literatur
- Rémi Boyer: The New Divas. In: Fado – Mystérique de la Saudade. Zéfiro/Arcano Zero, Sintra 2013; englische Ausgabe: Fado, Saudade & Mystery. Love of Portugal. Übersetzt von Howard Doe, ebenda 2013, ISBN 978-989-677-109-6, 57–69, hier: S. 61 f.

## Dokumentation
- Katia Guerreiro - Entre les mains du Fado. Porträt, Frankreich/Portugal, 2006; deutsch: Fado - die Seele Portugals : die Sängerin Katia Guerreiro. (Sternstunde Kunst). Erstausstrahlung: SF DRS, 2007.